# Finanz- und Hauptzollamt (Augsburg)

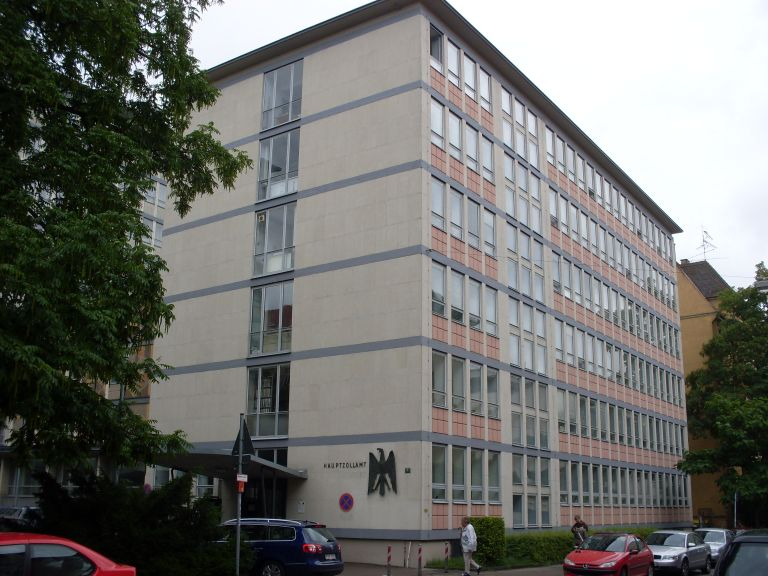
Außenansicht Hauptzollamt

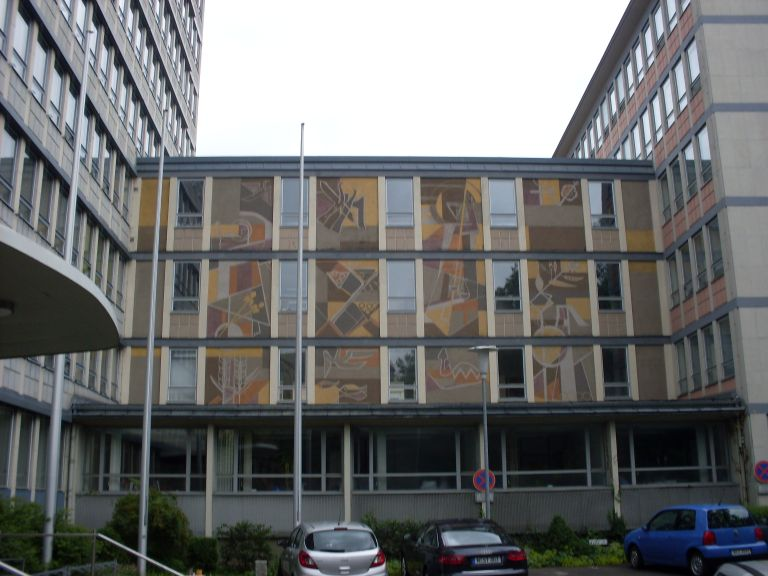
Malerei am Verbindungsbau

Das Augsburger Finanz- und Hauptzollamt befindet sich am Prinzregentenplatz im Bahnhofsviertel. Nach der Zerstörung des Vorgängerbaus von 1937 bei den Luftangriffen auf Augsburg im Februar 1944 wurde das Finanz- und Hauptzollamt in den Jahren 1953 und 1954 nach den Vorgaben der Finanzdirektion München wieder errichtet. Es ist ein wichtiges Zeugnis der Nachkriegsarchitektur in Augsburg.
Das Gebäude besteht aus zwei getrennten Baukörpern, die mittels eines vierstöckigen Zwischenbaus verbunden sind. Im höheren Gebäude ist das Finanzamt, im niedrigeren das Hauptzollamt untergebracht. Im Zwischenbau befinden sich Sozialräume und die Kantine. Der gesamte  Baukörper wurde so konzipiert, dass er als Gegengewicht zum gegenüberliegenden Baublock der ehemaligen Reichsbahndirektion (heute Landratsamt Augsburg-Land) wahrgenommen wird. Dabei handelt es sich um eines der wenigen Beispiele nationalsozialistischer Bauwerke in Augsburg.
Die Fassade des Zwischenbaus wurde durch Hans Härtel malerisch gestaltet. Er entwickelte 1954 ein Farbkonzept, das sowohl Außen als auch Innen umgesetzt wurde. Dabei wurden Themen rund um das Thema Geld aufgegriffen. Eine Besonderheit stellt ebenfalls der Paternosteraufzug im Finanzamt dar. Er ist seit dem Bau des Gebäudes in Betrieb und ist der letzte verbliebene Aufzug dieser Art in Augsburg.